# Карательная операция «Русалка»
«Nixe», «Русалка» — кодовое название карательной операции немецких оккупационных властей против партизан и населения в районе Червоного озера на границе Минской и Полесской областей (Житковичский, Петриковский, Копаткевичский, Любанский, Старобинский районы). 24 февраля — 1 марта 1943 года. Является продолжением карательной операции «Хорнунг» .
Операция была проведена по приказу Гиммлера силами высшего руководства СС и полицией «Центр» и «Юг». В операции приняли участие около 20 охранных батальонов, частей вермахта и вспомогательных сил полиции.
Карателям не удалось добиться успеха в борьбе с партизанами. Но они жестоко расправились с местным мирным населением. Были сожжены деревни, в том числе в Старобинском районе Домановичи (погибло 267 чел.), Писаровичи (потеряно 220 чел.), Пузичи (потеряно 770 чел.), Людвинов (потеряно 125 чел.) и другие. Более 1000 человек были депортированы в Германию на принудительные работы.